# 蔣儀
蒋仪（？—？年），字象之，南直隸昆山縣人，北直隶天津右衛軍籍。明朝政治人物。

## 生平
弘治十四年（1501年）辛酉科順天府乡试舉人，正德九年（1514年）甲戌科三甲121名進士，历官太仆寺丞，嘉靖五年（1526年）十一月升陕西按察司佥事。